# لانگ آیسلند (کانزاس)
لانگ آیسلند (به انگلیسی: Long Island) شهری در ایالت کانزاس کشور ایالات متحده آمریکا است که جمعیت آن در سرشماری سال ۲۰۱۰ میلادی، ۱۳۴ نفر بوده‌است.